# Kościół Narodzenia Najświętszej Maryi Panny w Tymbarku

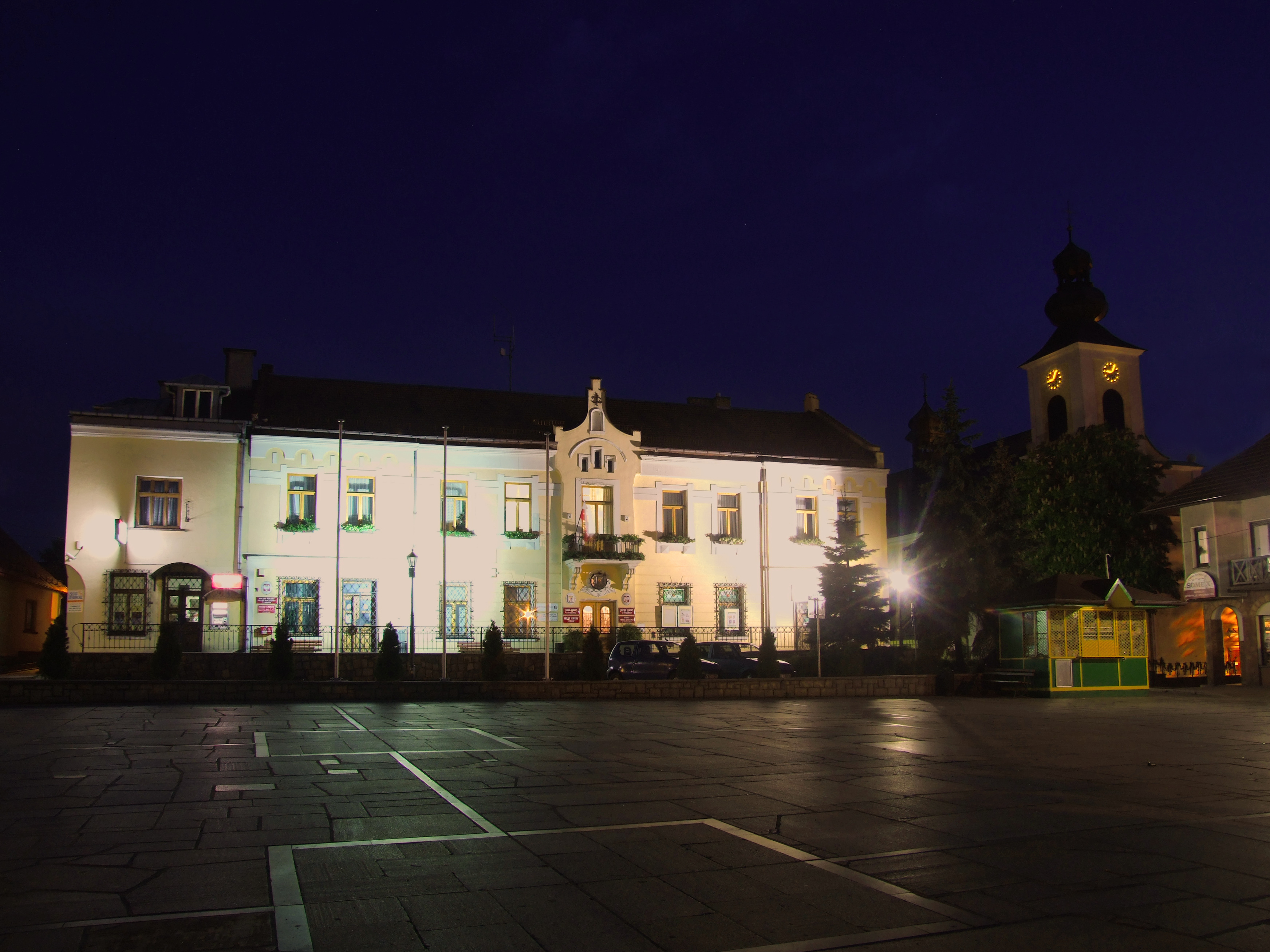
Rynek Tymbarku nocą z widoczną wieżą kościoła Narodzenia Najświętszej Maryi Panny

Kościół Narodzenia Najświętszej Maryi Panny w Tymbarku – murowana świątynia rzymskokatolicka we wsi Tymbark, pełniąca funkcję kościoła parafialnego miejscowej parafii.

## Historia
Wiadomo, że drewniany kościół w Tymbarku istniał już w XV wieku. Nie ma jednak bliższych informacji ani o nim, ani o ewentualnej kolejnej świątyni, gdyż cała dokumentacja parafialna spłonęła na początku XIX wieku.
W 1803 r. proboszczem został ks. Andrzej Danek i to on był inicjatorem wybudowania obecnego, murowanego kościoła na miejscu spalonego. Budowę ukończono w 1824 r. Uroczystej konsekracji dokonał 18 maja 1825 r. biskup Grzegorz Tomasz Ziegler.
W ciągu swojej historii kościół był wielokrotnie remontowany i przebudowywany, m.in.:
- 1857 – zwieńczono wieżę hełmem,
- 1896 – dobudowano zakrystię ze skarbczykiem na piętrze, wymieniono pokrycie dachu z gontów na dachówkę, wzniesiono wieżyczkę na sygnaturkę,
- 1962-1966 – przeprowadzono renowację wnętrza i elewacji, wykonano polichromie,
- 1988 – przeprowadzono remont kapitalny, wykonano nowe polichromie,
- 1998 – dobudowano kaplice boczne pod wezwaniem Świętej Rodziny i Przemienienia Pańskiego.

## Opis

### Architektura
Kościół w Tymbarku to świątynia jednonawowa z bocznymi kaplicami i węższym, krótkim prezbiterium w kształcie prostokąta. Wzniesiono go z cegły, w stylu klasycystycznym. Dach pierwotnie przykryty był gontem, który później zmieniono na dachówkę. Góruje nad nim kwadratowa wieża zwieńczona hełmem oraz niewielka wieżyczka na sygnaturkę.

### Wnętrze
Wnętrze kościoła przykryte jest pozornym sklepieniem, wykonanym w 1925 roku. W 1962 roku ściany i strop pokryła barwną dekoracją Zofia Nawara. W 1988 dekoracja ta została zastąpiona przez polichromię zaprojektowaną i wykonaną przez Bolesława Szpechta. Ten sam artysta zaprojektował również witraże, wykonane następnie w pracowni Anny i Janusza Zarzyckich.
Ołtarz główny jest neobarokowy. Wykonał go w 1888 roku rzeźbiarz z Nowego Sącza. Zdobi go szerokie retabulum z posągami św. Kingi i bł. Salomei. Pomiędzy tymi figurami umieszczono obraz Ferdynanda Olesińskiego, przedstawiający scenę narodzin Maryi. 
Ołtarze boczne również są neobarokowe. W jednym z nich umieszczono obraz św. Anny Samotrzeciej w sukience drewnianej z 2. poł. XVII wieku. Drugi z ołtarzy nosi wezwanie Serca Jezusowego. Znajduje się w nim figura Serca Jezusa, obraz Matki Boskiej Częstochowskiej oraz posągi św. Rocha i św. Jana Chrzciciela.
Do wyposażenia tymbarskiej świątyni należą również:
- gotycko-renesansowa chrzcielnica z 1541, ocalała z pożaru starej świątyni,
- neobarokowa ambona z obrazem Chrystus Dobry Pasterz pędzla Stanisława Fischera,
- stacje Drogi Krzyżowej z 1883,
- organy wykonane w 1879 przez Tomasza Falla,
- sygnaturka z 1340,
- dzwon z 1536.